# Her Duty
Her Duty è un cortometraggio muto del 1914. Il nome del regista non viene riportato.
Prodotto dalla Thanhouser Film Corporation, ha come protagonista Muriel Ostriche.

## Produzione
Il film fu prodotto dalla Thanhouser Film Corporation (con il nome Princess).

## Distribuzione
Distribuito dalla Mutual Film, il cortometraggio uscì nelle sale cinematografiche USA il 7 agosto 1914.